# Carlos Augusto, Príncipe de Waldeck e Pyrmont
Carlos Augusto, Príncipe de Waldeck e Pyrmont (Hanau, 24 de setembro de 1704 — Bad Arolsen, 29 de agosto de 1763)  foi um príncipe alemão, senhor de Waldeck e Pyrmont e comandante das forças holandesas na Guerra de Sucessão Austríaca.

## Vida real e carreira militar
Carlos era o segundo filho de Frederico António, Ulrico, Príncipe de Waldeck e Pyrmont e da condessa Luísa do Palatinado-Zweibrücken-Birkenfeld. Em 1728, o seu pai e o seu irmão mais velho, o príncipe Cristiano Filipe, morreram e Carlos Augusto tornou-se príncipe de Waldeck e Pyrmont.
A família real de Waldeck tinha uma longa tradição de serviço militar no exército holandês. O príncipe Jorge Frederico de Waldeck já tinha liderado o exército holandês na Guerra dos Nove Anos. Na Guerra de Sucessão Austríaca, Carlos foi nomeado comandante do exército holandês pelos Estados Gerais dos Países Baixos, para contrabalançar a liderança de Guilherme IV, Príncipe de Orange, que dependia completamente do seu cunhado, Guilherme, Duque de Cumberland. Sob a liderança de Carlos, o exército acabaria por sair derrotado nas batalhas de Fontenoy, Rocoux e Lauffeld. 
Em 1746, Carlos tornou-se merechal-de-campo do Sacro Império Romano-Germânico.

## Casamento e descendência
Carlos casou-se em Zweibrücken, a 19 de Agosto de 1741, com a sua prima direita, Cristiana Henriqueta do Palatinado-Zweibrücken, filha de Cristiano III, Conde Palatino de Zweibrücken. Juntos, tiveram os seguintes filhosː
1. Carlos de Waldeck e Pyrmont(18 de julho de 1742 – 24 de novembro de 1756), morreu aos 14 anos de idade.
2. Frederico Carlos Augusto, Príncipe de Waldeck e Pyrmont (25 de outubro de 1743 –24 de setembro de 1812), nunca se casou nem deixou descendentes.
3. Cristiano Augusto, Príncipe de Waldeck e Pyrmont (6 de dezembro de 1744 – 24 de setembro de 1798), marechal-de-campo no exército português; morreu solteiro e sem descendência.
4. Jorge I, Príncipe de Waldeck e Pyrmont (6 de maio de 1747 – 9 de setembro de 1813), casado com a princesa Augusta de Schwarzburg-Sondershausen; com descendência.
5. Carolina de Waldeck e Pyrmont (14 de agosto de 1748 - 18 de agosto de 1782), casada com Peter von Biron, duque da Curlândia; sem descendência.
6. Luísa de Waldeck e Pyrmont (29 de janeiro de 1750 - 17 de novembro de 1816), casada com Frederico Augusto, Duque de Nassau; com descendência.
7. Luís de Waldeck e Pyrmont (16 de janeiro de 1752 - 14 de junho de 1793), general holandês que morreu em batalha.

## Genealogia
| Carlos Augusto, Príncipe de Waldeck e Pyrmont | Pai: Frederico António Ulrico, Príncipe de Waldeck e Pyrmont | Avô paterno: Cristiano Luís, Conde de Waldeck                       | Bisavô paterno: Filipe VII, Conde de Waldeck                |
| Carlos Augusto, Príncipe de Waldeck e Pyrmont | Pai: Frederico António Ulrico, Príncipe de Waldeck e Pyrmont | Avô paterno: Cristiano Luís, Conde de Waldeck                       | Bisavó paterna: Ana Catarina de Sayn-Wittgenstein           |
| Carlos Augusto, Príncipe de Waldeck e Pyrmont | Pai: Frederico António Ulrico, Príncipe de Waldeck e Pyrmont | Avó paterna: Ana Isabel de Rappoltstein                             | Bisavô paterno: Jorge Frederico, Conde de Rappoltstein      |
| Carlos Augusto, Príncipe de Waldeck e Pyrmont | Pai: Frederico António Ulrico, Príncipe de Waldeck e Pyrmont | Avó paterna: Ana Isabel de Rappoltstein                             | Bisavó paterna: Isabel Carlota de Solms-Sonnenwalde         |
| Carlos Augusto, Príncipe de Waldeck e Pyrmont | Mãe: Luísa do Palatinado-Zweibrücken-Birkenfeld              | Avô materno: Cristiano II, Conde Palatino de Zweibrücken-Birkenfeld | Bisavô materno: Cristiano I, Conde Palatino de Zweibrücken  |
| Carlos Augusto, Príncipe de Waldeck e Pyrmont | Mãe: Luísa do Palatinado-Zweibrücken-Birkenfeld              | Avô materno: Cristiano II, Conde Palatino de Zweibrücken-Birkenfeld | Bisavó materna: Madalena Catarina do Palatinado-Zweibrücken |
| Carlos Augusto, Príncipe de Waldeck e Pyrmont | Mãe: Luísa do Palatinado-Zweibrücken-Birkenfeld              | Avó materna: Catarina Ágata de Rappoltstein                         | Bisavô materno: João Jacob, Conde de Rappoltstein           |
| Carlos Augusto, Príncipe de Waldeck e Pyrmont | Mãe: Luísa do Palatinado-Zweibrücken-Birkenfeld              | Avó materna: Catarina Ágata de Rappoltstein                         | Bisavó materna: Ana Cláudia de Salm-Kyrburg                 |